# Northwestern Bell
Northwestern Bell es una red estadounidense de servicios telefónicos e Internet. A partir de 1991 el nombre Northwestern Bell ya no se utiliza en marketing, pero la empresa como LUMEN Technologies.

## La historia
Los sistemas telefónicos dentro del groupo Northwestern Bell eran Tri-State Telephone Company, Iowa Telephone Company, Nebraska Telephone Company, Dakota Central Telephone Company y Northwestern Telephone Exchange.

## El uso del nombre
El nombre Northwestern Bell desapareció porque hager negocios con nombres no estaba aprobabo en ese momento, pero CenturyLink lo revivió en 2010 or 2011.